# Sphenoptera alternecostata
Sphenoptera alternecostata es una especie de escarabajo del género Sphenoptera, familia Buprestidae. Fue descrita científicamente por Jakovlev en 1903.

## Distribución
Habita en la región afrotropical.